# Alirocumab
L'Alirocumab è un farmaco biotecnologico approvato dall'FDA il 24 luglio 2015 ed in Europa il 23 settembre 2015 per il trattamento di seconda linea dell'ipercolesterolemia dell'adulto. 
È un anticorpo monoclonale umano appartenente alla classe degli inibitori della PCSK9 (Proprotein convertase subtilisin/kexin type 9). E il primo anticorpo monoclonale inibitore della PCSK9 approvato dall'FDA. Successivamente è stato approvato un altro anticorpo monoclonale, l'Evolocumab. Sono in corso ulteriori studi per determinare efficacia e sicurezza di entrambi i farmaci.

## Indicazioni
Il farmaco è usato come trattamento di seconda linea per diminuire i livelli di colesterolo-LDL negli adulti ipercolesterolemici con forme severe di aterosclerosi quando i livelli di colesterolo non sono sufficientemente controllati dalla dieta o dalle statine. Viene somministrato per iniezione sottocutanea.
Al novembre 2015 non è noto se l'alirocumab è efficace nel migliorare la morbilità e la mortalità nella cardiopatia e nella cerebropatia ischemica.
Comunque l'efficacia e la sicurezza del farmaco è stata valutata durante le fasi di approvazione in cinque studi clinici controllati con placebo. Tutti i partecipanti agli studi erano ad elevato rischio cardiovascolare o affetti da ipercolesterolemia famigliare e assumevano anche la dose massima tollerata di una statina, con o senza altre terapie ipolipidemizzanti. I pazienti che assumevano l'Alirocumab hanno presentato una riduzione del colesterolo-LDL dal 36 al 59% rispetto al placebo.

## Effetti collaterali
Negli studi clinici effetti indesiderati sono comparsi nel 2% dei casi: rinofaringite, reazioni nel sito di inoculazione, sintomi simil-influenzali, infezioni del tratto urinario, diarrea, bronchite e tosse, dolori muscolari. Non sono disponibili dati dell'uso dell'alirocumab in gravidanza e in età pediatrica

## Farmacologia
Alirocumab agisce inibendo la proteina PCSK9. Questo peptide si lega al recettore epatico delle lipoproteine LDL (che sottrae il colesterolo dal circolo ematico); questo legame porta alla degradazione del recettore una volta internalizzato nella cellula. L'inibizione del PCSK previene la degradazione del recettore e promuove la rimozione del colesterolo-LDL dal circolo.
Dopo somministrazione sottocutanea del farmaco, la massima soppressione del PCSK9 avviene entro 4-6 ore. L'emivita della molecola va da 17 a 20 giorni. L'inibizione è dose-dipendente. L'anticorpo viene eliminato a bassa concentrazione legandosi alla molecola bersaglio e a più alta concentrazione attraverso la via della proteolisi (scissione delle proteine in amminoacidi).

## Proprietà fisico-chimiche
Alirocumab è un anticorpo monoclonale umano di tipo IgG1. E costituito da due catene proteiche pesanti unite da legame disulfidico, legate ciascuna con un altro legame disulfidico a una catena leggera. Ha un peso molecolare di circa 146 kDa. È prodotto da cellule ovariche di criceto cinese trattate con la tecnologia del DNA ricombinante.